# Bitva u Baweanu
Bitva u Baweanu, či druhá bitva v Jávském moři a nebo bitva u jižního Bornea, byla jedna z námořních bitev druhé světové války. Proběhla ve dne 1. března 1942. Příčinou bitvy byla snaha Spojenců, kteří spojili své síly pod jednotným vedením ABDACOM, o evakuaci z Jávské oblasti.
Po katastrofální porážce Spojenců v bitvě v Jávském moři 27. února 1942 zbylo obráncům na Jávě pouze několik plavidel. 28. února kotvily v Surabayi těžký křižník HMS Exeter a 7 torpédoborců. V Batávii kotvil těžký křižník USS Houston a lehký křižník HMAS Perth. Spojenecké velení rozhodlo, že tyto spojenecké lodě budou z oblasti evakuovány.
Jako první odpluly ze Surabaye 4 torpédoborce USS John D. Edwards, USS Paul Jones, USS John D. Ford a USS Alden pod velením fregatního kapitána Binforda, kterým se povedlo proklouznout Balijským průlivem do Indického oceánu. Křižníky Houston a Perth však byly potopeny 1. března 1942 v bitvě v Sundském průlivu.
Zbývající lodě ze Surabaye – těžký křižník Exeter, torpédoborce HMS Encounter a USS Pope – se pokoušely dostat do Indického oceánu a dále na Cejlon. Nemohly k tomu použít Balijský průliv jako úspěšné torpédoborce, protože Exeter měl moc velký ponor. Torpédoborec Pope měl původně odplout s ostatními americkými torpédoborci, ale protože se kvůli opravě nezúčastnil (první) bitvy v Jávském moři, tak mu zůstala všechna torpéda. A proto bylo rozhodnuto, že bude doprovázet Exeter. Skupina vyplula pod velením kapitána Gordona ze Surabaye v 19 hodin 28. února. Snahou Gordona bylo vyhnout se japonské východní invazní skupině, která se vyloďovala asi 100 km západně od Surabaye a v noci z 1. na 2. března proplout Sundským průlivem.
Dne 1. března v půl desáté byly Gordonovy lodě o ostrova Bawean objeveny. Zpozoroval je japonský svaz lodí pod velením kontradmirála Takea Takagiho ve složení těžké křižníky Nači a Haguro a 2 torpédoborce. Takagi katapultoval průzkumné letouny a přivolal na pomoc skupinu pod velením viceadmirála Ibó Takahašiho ve složení těžké křižníky Ašigara a Mjókó a 2 torpédoborce. V nastalé přestřelce byly potopeny Exeter a Encounter. Torpédoborci Pope se dařilo ještě nějakou dobu unikat, ale nakonec byl nalezen letadly z lehké letadlové lodi Rjúdžó a po několika vlnách náletů byl potopen.